# Arthrodermataceae
Famille
Les Arthrodermataceae sont une famille de champignons filamenteux (c'est-à-dire ne présentant que des hyphes formant des filaments).

## Liste des genres
Selon Catalogue of Life:
- genre Arthroderma
- genre Ctenomyces
- genre Epidermophyton
- genre Grubyella
- genre Keratinomyces
- genre Microsporum
- genre Nannizzia
- genre Thallomicrosporon
- genre Trichophyton